# 亚硫酸钡
亚硫酸钡是钡的亚硫酸盐，分子式为BaSO3。它是白色粉状物，可以用于造纸。像其他的钡化合物一样，它是有毒的。它是通过碳热反应把硫酸钡还原成硫化钡的中间体。
BaSO4  +  CO  →  BaSO3  +  CO2

## 制备
亚硫酸钡可以由亚硫酸钠和氯化钡或氢氧化钡而成。
{\displaystyle \mathrm {Na_{2}SO_{3}+BaCl_{2}\longrightarrow 2\ NaCl+BaSO_{3}} }
{\displaystyle \mathrm {Na_{2}SO_{3}+Ba(OH)_{2}\longrightarrow 2\ NaOH+BaSO_{3}} }

## 性质

### 物理性质
亚硫酸钡是一种白色无臭固体，不可燃，难溶于水，易溶于酸。它是单斜晶系的，不过三斜晶系的亚硫酸钡也是已知的。

### 化学性质
亚硫酸钡可以被过氧化氢氧化成硫酸钡。
{\displaystyle \mathrm {BaSO_{3}+H_{2}O_{2}\longrightarrow BaSO_{4}+H_{2}O} }
在没有空气的情况下退火时，亚硫酸钡会分解成硫酸钡和硫化钡。

## 危险性
亚硫酸钡的LD50为375mg/kg。它对皮肤和眼睛有刺激性。虽然亚硫酸钡不可燃，但它加热分解会产生有害的硫氧化物气体。它与酸反应，放出二氧化硫。